# Galbella villiersi
Galbella villiersi es una especie de escarabajo del género Galbella, familia Buprestidae. Fue descrita científicamente por Obenberger en 1950.